# Saint-Florentin, Indre
Saint-Florentin là một xã ở tỉnh Indre ở miền trung nước Pháp. Xã này có diện tích 15,95 km², dân số năm 1999 là 449 người. Khu vực này có độ cao trung bình 126 mét trên mực nước biển.